# Anisodes rufistigma
Anisodes rufistigma är en fjärilsart som beskrevs av W. Warren 1904. Anisodes rufistigma ingår i släktet Anisodes och familjen mätare. Inga underarter finns listade i Catalogue of Life.